# Baumwoll-Kapseleule

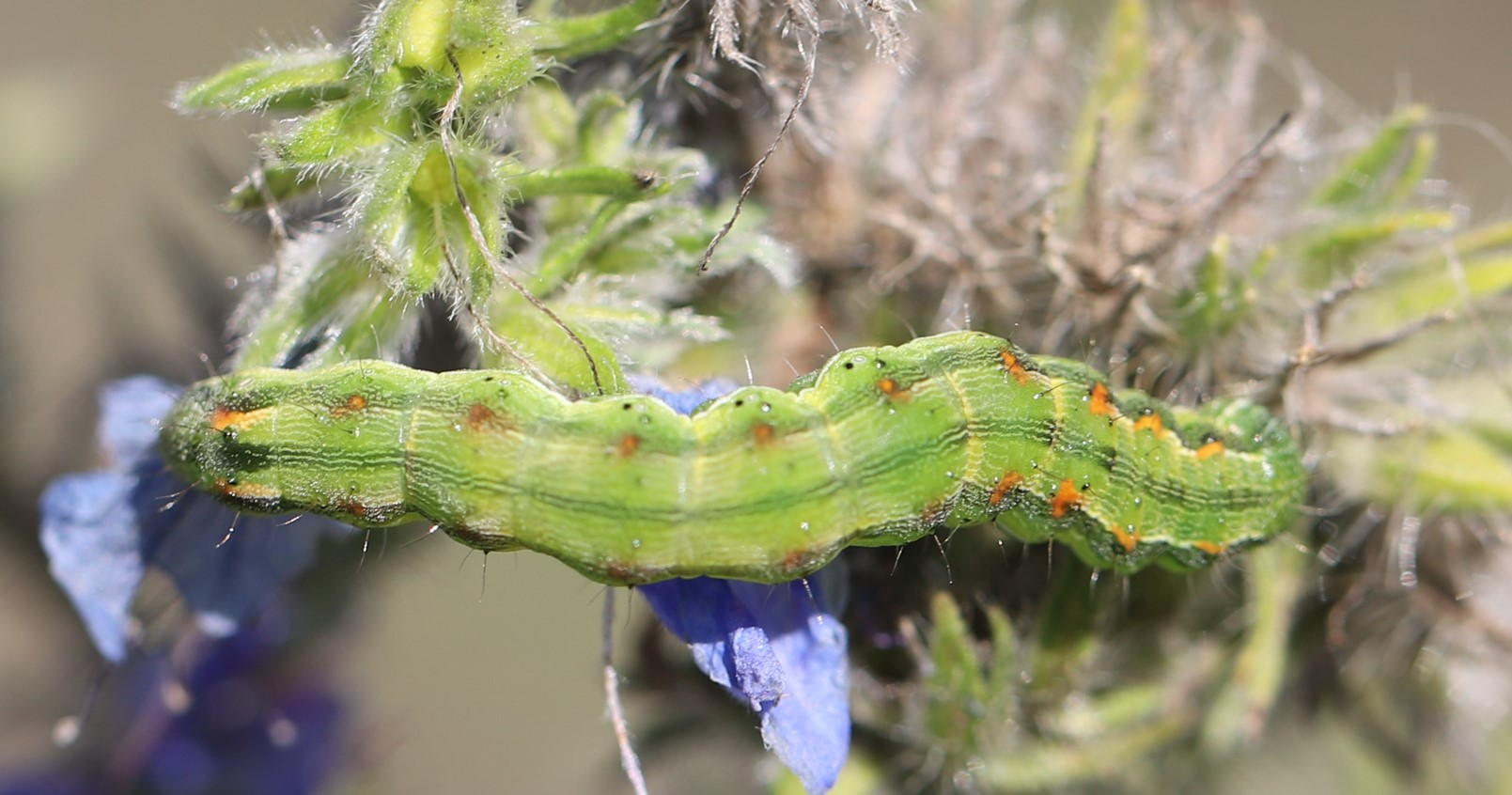
Jüngere grüne Raupe

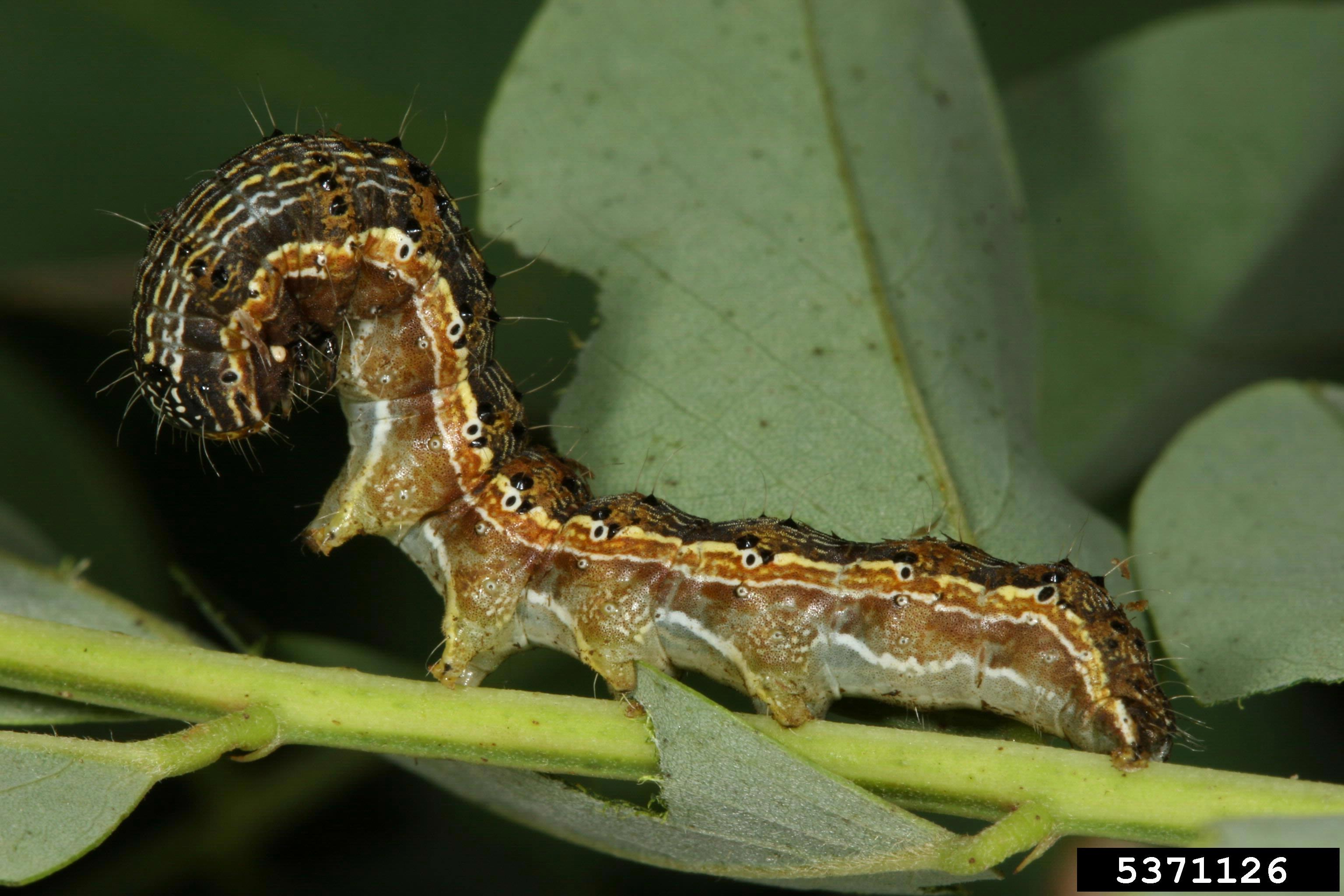
Bräunliche Raupe

Die Baumwoll-Kapseleule (Helicoverpa armigera) oder Baumwolleule ist ein Schmetterling (Nachtfalter) aus der Familie der Eulenfalter (Noctuidae). Gelegentlich wird die Art auch als Resedaeule oder Schädliche Maiseule bezeichnet.

## Merkmale

### Falter
Die Flügelspannweite der Falter beträgt 30 bis 41 Millimeter. Die Grundfarbe der Geschlechter ist unterschiedlich. Männliche Falter variieren in der Grundfärbung von blassgelb bis graugrün, Weibchen zeigen überwiegend rötliche Tönungen. Insgesamt ist die Zeichnung ziemlich kontrastarm. Die kleinen Nierenmakel heben sich dunkel gefüllt ab. Ring- und Zapfenmakel sind verschwommen und von einer dünnen Linie umschlossen, zuweilen fehlen sie. Gelegentlich zeigt sich ein leicht verdunkelter Keilfleck in der Nähe des Apex. Auf den gelbgrauen Hinterflügeln sind ein undeutlicher Mittelfleck sowie ein breites, verdunkeltes Saumband mit hellen Fransen erkennbar.

### Ei, Raupe, Puppe
Das Ei ist zunächst von weißlichgrüner Farbe. Es ist stark gerippt und besitzt eine abgeflachte Basis. Kurz vor dem Schlüpfen der Jungraupe schimmert deren Farbe durch die Eihülle.
Erwachsene Raupen variieren farblich von graugrün über verschiedene bräunliche Tönungen bis zu rostrot. Sie zeigen mehrere gewellte, helle Längslinien. Rücken-, Nebenrücken- sowie die breiten Seitenlinien sind weißlich gefärbt. Besonders auffällig sind die großen, schwarzen Punktwarzen. Sie sind außerdem mit einigen feinen, borstenartigen Haaren versehen.
Charakteristisch für die rotbraun gefärbte Puppe sind zwei lange Dornen am Kremaster.

### Ähnliche Arten
- Heliothis peltigera hat eine markantere Zeichnung und dunklere Hinterflügel. Die deutlichen Nierenmakel sind mit dem Vorderrand verbunden.
- Heliothis nubigera ist etwas dunkler gefärbt und zeigt grau gefüllte Ringmakel.
- Helicoverpa zea ähnelt armigera im Erscheinungsbild, kommt jedoch in Nordamerika vor.

## Verbreitung und Lebensraum
Die Baumwoll-Kapseleule hat eine tropische bis subtropische Verbreitung. Als Wanderfalter erreicht sie in klimatisch günstigen Jahren jedoch selbst Gebiete im Norden Fennoskandinaviens und der Britischen Inseln. Die Wärme liebende Art kommt hauptsächlich an sonnigen Hängen und Böschungen, auf Ödländereien oder in Gärten sowie Plantagen mit Kulturpflanzen vor.

## Lebensweise
Die Falter sind tag- und nachtaktiv, besuchen gern Blüten wie den Schmetterlingsflieder (Buddleja davidii) sowie Ringelblumen (Calendula) und kommen abends gelegentlich an künstliche Lichtquellen. Sie fliegen in zwei Generationen im Mai und Juni sowie von Juli bis Oktober. Die Raupen ernähren sich bevorzugt von den Blüten und Früchten vieler unterschiedlicher Pflanzen. Dazu gehören Resedaarten (Resedaceae), Hanf (Cannabis), Tabak (Nicotiana), Paprika (Capsicum) und Tomate (Solanum lycopersicum). Im Süden treten sie gelegentlich in Baumwoll- (Gossypium) oder Maisanbaugebieten (Zea mays) schädlich auf, weshalb ihnen auch die Namen „Baumwollkapselwurm“ oder „Maiskolbenwurm“ zugedacht wurden. Nördlich der Alpen werden sie oftmals mit Frucht-, Gemüse- oder Blumenexporten eingeschleppt. Die Art überwintert als Puppe.

## Gefährdung
Das Vorkommen der Baumwoll-Kapseleule in Deutschland hängt von der Einflugrate aus dem Süden ab. Die Tiere überleben die kalten Winter in Mitteleuropa nicht. Sie sind auf der Roten Liste gefährdeter Arten als Wanderfalter bzw. Irrgast eingestuft.